# Aspila ononis
Aspila ononis là một loài bướm đêm trong họ Noctuidae.